# 6'-Guanidinonaltrindol
6'-Guanidinonaltrindol (6'-GNTI) je selektivni ligand κ−δ-opioidnog receptora koji se koristi u naučnim istaživanjima.
Pomoću 6'-GNTI je generisana evidencija da receptorska oligomeracija ima funkcionalnu ulogu u živim organizmima.